# Монете-сюр-Алье
Монете́-сюр-Алье́ (фр. Monétay-sur-Allier) — коммуна во Франции, находится в регионе Овернь. Департамент коммуны — Алье. Входит в состав кантона Сен-Пурсен-сюр-Сиуль. Округ коммуны — Мулен.
Код INSEE коммуны — 03176.

## Население
Население коммуны на 2008 год составляло 548 человек.
| 1962 | 1968 | 1975 | 1982 | 1990 | 1999 | 2008 |
| ---- | ---- | ---- | ---- | ---- | ---- | ---- |
| 402  | 409  | 362  | 403  | 393  | 461  | 548  |

## Экономика
В 2007 году среди 355 человек в трудоспособном возрасте (15—64 лет) 267 были экономически активными, 88 — неактивными (показатель активности — 75,2 %, в 1999 году было 74,1 %). Из 267 активных работали 245 человек (136 мужчин и 109 женщин), безработных было 22 (8 мужчин и 14 женщин). Среди 88 неактивных 27 человек были учениками или студентами, 32 — пенсионерами, 29 были неактивными по другим причинам.

## Достопримечательности
- Шато Ла-Грийьер, построенное в 1880—1890 годах по проекту архитектора Рене Моро[фр.].